# Schweighouse-Thann
Schweighouse-Thann là một xã ở tỉnh Haut-Rhin trong vùng Grand Est ở đông bắc Pháp. Xã này có diện tích 10,78 km², dân số năm 1999 là 730 người. Khu vực này có độ cao 380 mét trên mực nước biển.